# گورستان بگن ۱
قبرستان بگن ۱ در شهرستان سرباز، بخش آشار، دهستان آشار، ۱۵ کیلومتری دوراهی کافه بلوچی به سوی آشار و ۳ کیلومتری شمال روستای بگن واقع شده و این اثر در تاریخ ۲ مرداد ۱۳۸۷ با شمارهٔ ثبت ۲۳۰۶۵ به‌عنوان یکی از آثار ملی ایران به ثبت رسیده است.